# مهوش (خواننده افغان)
گلالی (فریده) معروف به مهوش از خوانندگان زن اهل افغانستان است. آهنگ‌های ملا محمد جان و بشنو از نی چون حکایت می‌کند از آهنگ‌های معروف او هستند.

او اولین آوازخوانی است که در تلویزیون تازه‌تأسیس کابل که زیر نظر میرویس داوود، پسر سردار محمد داوود در مراحل اولیهٔ پخش قرار داشت، در آغاز ۱۳۵۷ خورشیدی به آوازخوانی پرداخت. مهوش تنها زنی در عرصه هنری افغانستان است که به لقب استادی دست یافته‌است.
او با انسامبل کابل در کشورهای مختلف برنامه داشته و آلبوم «رادیو کابل» را در سال ۲۰۰۳ میلادی با آن ثبت نموده‌است. او در همین سال از سوی بی‌بی‌سی جایزهٔ «وُرلد موزیک» را در بخش آسیا-پاسیفیک با آهنگ «للوللو» از وحید قاسمی و شعر علی شاه احمدی عباب دریافت کرد. استاد مهوش در سال ۲۰۰۷ میلادی، سال جهانی مولانا به عنوان اولین آوازخوان افغان در مقر سازمان ملل متحد برنامه اجرا کرد.

## زندگی‌نامه
مهوش در سال ۱۳۲۶ خورشیدی در کابل زاده شد. مادر او بی‌بی هاجره از اسحاق‌زی‌های قندهار و معلم زبان دری و قرآن بود. پدر مهوش، محمد ایوب نام داشت که از مردم کشمیر بود و به کابل آمده و در آنجا زبان دری و پشتو را آموخته و به بازرگان برنج بود.
مهوش در لیسهٔ (دبستان) زرغونه و سپس لیسهٔ رابعهٔ بلخی درس خواند. سیزده ساله بود که در کنسرت‌های مکتب در روزهای جشن معلم به آوازخوانی پرداخت. او بعداً در وزارت فوائد عامه (وزارت راه) و پس از آن به عنوان تایپست در وزارت معادن و صنایع کار کرد. از وزارت معادن و صنایع به دلیل این که «همیشه زمزمه می‌کند و مانع کار کردن دیگران می‌شود» اخراج شد.
در هجده سالگی با جوانی به نام فاروق نقشبندی ازدواج کرد. آن‌ها پس از شش ماه نامزدی در سال ۱۳۴۴ خورشیدی با هم عروسی کردند. مهوش پس از ازدواج در وزارت مالیه (دارایی) و پس از آن به عنوان تایپیست در ریاست کلتور (اداره فرهنگ) کار کرد و بعد از آن‌که ریاست کلتور منحل شد، به رادیو افغانستان آمده و تایپست مدیریت موسیقی آنجا شد.
به هنگام کار در اداره فرهنگ، حفیظ‌الله خیال، معاون ریاست کلتور، که آواز خواندن او را در سر کار شنیده‌بود با گرفتن اجازه از شوهر گلالی او را به خوانندگی تشویق کرد. حفیظ الله خیال شعر «روزگاری شد که گرد ما هوا نگرفته‌است» را برای گلالی ساخت و نام هنری مهوش را برایش انتخاب کرد. در عقرب ۱۳۴۶ خورشیدی، مهوش با پخش این آهنگ از رادیو، گام در راه هنر موسیقی نهاد.
در همان آغاز روی آوردن او به موسیقی، در سال ۱۳۴۸ خورشیدی «مروند می پریژده» یکی از آهنگ‌های حفیظ الله خیال را خواند که به عنوان بهترین آهنگ پشتوی سال جایزه دریافت کرد. کمی بعدتر در سال ۱۳۵۰ خورشیدی آوازخوان برگزیدهٔ سال انتخاب شد. مهوش از استاد نبی گل، حفیظ الله خیال، نینواز و محمدحسین سرآهنگ در مورد موسیقی آموخت. در سال ۱۳۵۲ خورشیدی نزد استاد محمد هاشم گُر ماند و شاگرد شد. وزارت اطلاعات و کلتور در سال ۱۳۵۶ خورشیدی برای مهوش لقب استادی داد.
تا سال‌ها پدر و مادر او نمی‌دانستند که مهوشی که از رادیو می‌شنوند، دخترشان گلالی است. پس از این‌که روزی والدین او از آوازخوانی دخترشان باخبر شدند، با خبر کردن پلیس، شوهر او فاروق را به زندان انداخته و دختر خود را نیز مسموم کردند ولی مهوش پس از عمل جراحی از مرگ نجات یافت. سال ۱۹۹۱ میلادی عرصهٔ زندگی برای آن‌ها در کابل تنگ شد و با رفتن به پاکستان مدتی را در آنجا سپری کرده و از آنجا به آمریکا کوچیدند. استاد مهوش با پنج دختر و ده نواسه و فاروق نقشبندی در ایالت کالیفورنیا زندگی می‌کند.